# Грицай Михайло Семенович

Михайло Семенович Грицай (нар.16 вересня 1925, с. Бачкурине Монастирищенського району Черкаської області — пом.4 лютого 1988, Київ) — український літературознавець і фольклорист.

## Біографія
У 1955 році закінчив Київський державний університет імені Тараса Шевченка, де з 1962 року працював та обіймав посади доцента та декана філологічного факультету.
У 1971 році захистив докторську дисертацію, 1972 році йому було присуджене наукове звання професора.

## Науковий доробок
Михайло Грицай досліджував історію української літератури, літературно-фольклорні зв'язки, а також був автором праць, присвячених творчості Марка Вовчка, Семена Скляренка та інших письменників.
Основні праці:
- «Давня українська поезія» (1972),
- «Давня українська проза» (1975),
- «Давня українська література» (1978),
- «Українська народнопоетична творчість» (1983).